# Pierre II de Bourbon
Pierre II de Bourbon, à l'origine Pierre de Beaujeu, né le 1er décembre 1438 et mort le 10 octobre 1503 à Moulins, duc de Bourbon et d'Auvergne à partir de 1488, est particulièrement connu comme époux (à partir de 1474) d'Anne de France, fille de Louis XI, souvent appelée « Anne de Beaujeu », régente du royaume de France de 1483 à 1491, au début du règne de son frère Charles VIII.
D'abord sire de Beaujeu, il fait partie des rebelles de la Ligue du Bien public, puis se rallie à Louis XI et reçoit en 1472 une partie des biens de la maison d'Armagnac (comté de la Marche, vicomté de Carlat et de Murat), devenant son gendre en 1474. 
Il assiste son épouse lorsqu'elle devient régente à la mort de Louis XI (août 1483), notamment au cours de la Guerre folle, menée contre le duc Louis II d'Orléans, héritier présomptif de Charles VIII, et contre le duc de Bretagne François II, vaincu à Saint-Aubin-du-Cormier en 1488, ce qui amène en 1491 le mariage du roi avec la duchesse Anne de Bretagne.
En 1488, Pierre de Beaujeu devient, du fait de la mort de ses deux frères aînés, chef de la maison de Bourbon et à ce titre duc de Bourbon et duc d'Auvergne, comte de Clermont, comte de Forez et comte de Gien, ainsi que prince souverain des Dombes (fief d'Empire). 
La régence (de fait depuis la majorité du roi en 1484) d'Anne de France prenant progressivement fin à la suite du mariage du roi, Pierre de Bourbon et son épouse quittent la cour de France pour s'installer dans leurs domaines, dont la capitale est la ville de Moulins.

## Biographie

### Origines familiales et formation
Il est le cinquième fils du duc de Bourbon Charles Ier (1401-1456), et d'Agnès de Bourgogne (1407-1476), fille du duc de Bourgogne de la maison de Valois Jean sans Peur (1371-1419) et petite-nièce du roi de France Charles V. 
Il a trois frères aînés : Jean (1426-1° avril 1488), Charles (1433-13 septembre 1488) et Louis (1437-1482), prince-évêque de Liège de 1456 à 1482.  

### Débuts contre Louis XI
Ses liens de parenté avec les ducs de Bourgogne le poussent dans un premier temps à participer à la ligue du Bien public et la guerre du Bien public (1465).
Mais Louis XI réussit à le détacher du parti des princes et le maria à sa fille Anne de France.

### Au service de Louis XI
Il combattit le comte d'Armagnac Jean V pour le roi, en Guyenne en 1472. Louis XI lui confia ensuite la lutte contre Jacques d'Armagnac, duc de Nemours et comte de la Marche, et lui donna le comté de la Marche en récompense. Pierre était alors l'un des principaux conseillers du souverain.
En 1475, il reçoit l'apanage de la Dombes qu'il organise en douze châtellenies. En 1482, il est fait lieutenant général du royaume, lorsque Louis XI, très malade, se rend en pèlerinage à Saint-Claude.

### La période de la régence d'Anne de France
Son épouse Anne fut régente du royaume pendant la minorité de son frère le roi Charles VIII de France. À la majorité du roi, il se retira dans ses terres préférant diriger sa propre cour qu'avoir un rôle subalterne à celle de France. 

### Duc de Bourbon
En 1488, son frère aîné Jean II meurt. C'est leur frère Charles, cardinal archevêque de Lyon qui lui succède avant de mourir dans l'année. En 1489, il acquiert de Jean d'Armagnac, fils aîné de feu Jacques III, les vicomtés de Carlat et de Murat. 
Pierre devenu duc de Bourbon, d'Auvergne, etc., réaffirme fortement son autorité sur ses États qui couvrent la majeure partie du massif central. Il procède à plusieurs réformes administratives. En dépit de ses fonctions à la cour royale, notamment lors des régences qu'il occupe avec sa femme, il refuse de s'absenter longtemps de ses terres et administre notamment le royaume depuis sa capitale, Moulins.
Il déconseille à Charles VIII de s'engager dans son expédition pour réclamer le royaume de Naples (1494).
Pendant toute sa vie, il fut avec son épouse Anne de France un mécène. Il protégea ainsi le maître de Moulins (Jean Hey). Il fit reconstruire une partie des châteaux de l'État bourbonien, comme celui d'Aigueperse ou celui de Moulins.

### Mort et funérailles
Après avoir rencontré le roi Louis XII à Mâcon au début du mois d'août 1503 avec son épouse Anne de France, Pierre II de Bourbon fut pris d'une fièvre. Deux mois plus tard, Anne aida son bon époux à rédiger son testament, le 6 octobre. Dans le palais ducal de Moulins, le duc reçut l'extrême-onction avec l'eucharistie et décéda le 10 octobre. Son cœur fut envoyé à la collégiale Notre-Dame de Moulins, alors que le corps fut inhumé dans la chapelle neuve du prieuré clunisien de Souvigny où sa fille puis son épouse le rejoignirent. Les funérailles furent somptueuses, en partie calquées sur le cérémonial royal, et attestent la puissance des ducs de Bourbon.

## Descendance
De son mariage en 1474 à Tours avec Anne de France (1461-1522), fille de Louis XI, roi de France, et de Charlotte de Savoie, il eut pour descendants :
- Charles, comte de Clermont (1476-1498) ;
- Suzanne (1491-1521), mariée à Charles III de Bourbon (1490-1527).

Jean-Baptiste L'Hermite dans son Histoire généalogique de la noblesse de Touraine publiée en 1665 cite une fille naturelle, prénommée Henriette, que Pierre de Bourbon aurait mariée à son premier écuyer, Philibert Barjot. Si le généalogiste François-Alexandre Aubert de La Chesnaye Des Bois reprend cette affirmation en 1770 , cette filiation est cependant controversée (« une forgerie intenable infiltrée dans le Dictionnaire de la Noblesse : cette Henriette reste strictement inconnue ») et n'est pas retenue dans le site de référence Medieval Lands.

## Emblématique

Armoiries de Pierre de Beaujeu.

Comme cadet de la maison de Bourbon, Pierre de Beaujeu commença par porter les armes de la maison de Bourbon brisées : la bande de gueules était chargée d'un compon aux armes des anciens seigneurs de Beaujeu, soit un lion de sable sur champ d'or, un lambel de gueules brochant. Devenu duc, il supprima cette brisure.
Il utilisa par ailleurs plusieurs devises. Il reprit ainsi largement l'emblématique traditionnelle de la maison de Bourbon : la ceinture chargée du mot Espérance et l'épée ardente. À l'imitation de Charles VIII, il utilisa également le cerf ailé. Il remplaçait cependant la couronne d'or du cerf royal par la ceinture d'Espérance des ducs de Bourbon.